# Tankekarta

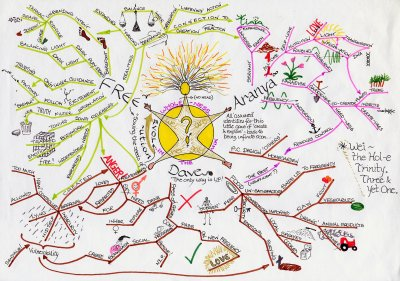
Tankekarta.

En tankekarta eller minneskarta (engelska: Mindmap) en teknik som används för att göra anteckningar, ofta i flera färger, som baseras på relationer mellan inlärda element. Tekniken utvecklades under 1970-talet av Tony Buzan.
Tankekartor används idag inom vitt skilda områden, allt från notationsteknik i skolan till att arbeta med komplexa utvecklingsprojekt. I princip alla som arbetar med att sammanställa, ta del av eller presentera information med någon sorts komplexitet kan dra fördel av att använda tankekartetekniken.[källa behövs]

## Metod
De grundläggande stegen i att göra tankekartor är vanligtvis följande:[källa behövs]
1. Börja i mitten med en bild på ämnet, eller ett ord.
2. Använd bilder, symboler, och koder i tankekartan.
3. Använd nyckelord och skriv med versaler (stora bokstäver).
4. Ett ord/en bild på varje rad
5. Linjerna måste vara ihopkopplade, med början i mittbilden. Ju närmare mitten, desto tjockare och mer flödande linjer. Ju längre ut, desto smalare.
6. Gör linjerna lika långa som orden.
7. Gör linjerna i de färger du vill.
8. Utveckla din egen stil.
9. Använd betoningar och visa associationer genom att numrera ordning.